# Nozdrîșce, Narodîci
Nozdrîșce (în ucraineană Ноздрище) este un sat în comuna Motiikî din raionul Narodîci, regiunea Jîtomîr, Ucraina.

## Demografie
Componența lingvistică a localității Nozdrîșce
     Ucraineană (100%)
Conform recensământului din 2001, toată populația localității Nozdrîșce era vorbitoare de ucraineană (100%).